# هنریتا (کارولینای شمالی)
هنریتا (به انگلیسی: Henrietta) شهری در ایالت کارولینای شمالی کشور ایالات متحده آمریکا است که جمعیت آن در سرشماری سال ۲۰۱۰ میلادی، ۴۶۱ نفر بوده‌است.